# Oxytropis subcapitata
Oxytropis subcapitata är en ärtväxtart som beskrevs av Nikolai Fedorovich Gontscharow. Oxytropis subcapitata ingår i släktet klovedlar, och familjen ärtväxter. Inga underarter finns listade i Catalogue of Life.